# Т-14
Т-14 „Армата“ е среден руски основен боен танк от пето поколение на верижна платформа „Армата“. Той е първият сериен танк от пето поколение в света с лафетна компановка (необитаем боен купол), оборудван с бронекапсула за екипажа.. 
Т-14 е първият танк в света с радар с АФАР. Радарът е произведен по технологията, използвана за радара на изтребителя пето поколение Т-50 (Н036 „Белка“) – нискотемпературна керамика за калиевия диапазон (Ка 26,5 – 40 ГХц). Може да съпровожда едновременно до 40 балистични и 25 аеродинамични цели. Системата за управление на огъня може самостоятелно да открива и унищожава в автоматичен режим цели с размер над 0,3 м в обхват до 2 км.
Показаните на Парада на победата на Червения площад в Москва през 2015 г. танкове са въоръжени със 125 мм гладкостволно оръдие 2А82. Следващите машини ще бъдат оборудвани със 152 мм гладкостволно оръдие 2А83, чиито снаряди пробиват метър стомана.  Въпреки суперлативите, изказвани от руски пропагандни канали, танкът е произведен само в няколко бройки, ползвани на паради.
Бронята на Т-14 осигурява защита от всички, съществуващи към момента танкови снаряди, ПТУР и гранатомети. Произвежда се в „НЭВЗ – Керамикс“ в Новосибирск.
Танкът е оборудван с 12-цилиндров четиритактов Х-образен дизелов двигател А-85-3А (12Н360) с турбокомпресор, с мощност 1500 конски сили. Двигателят 12Н360 е многогоривен, с директно впръскване на горивото. Разработен е от Челябинското конструкторско бюро „Трансдизел“ и се произвежда от Челябинския тракторен завод (ЧТЗ).